# Furkan Ubeyde Çamoğlu
Furkan Ubeyde Çamoğlu, född 2005 i Trabzon,  är en turkisk taekwondoutövare. 

## Karriär
I maj 2024 tog Çamoğlu guld i 54 kg-klassen vid EM i Belgrad efter att ha besegrat grekiske Konstantinos Dimitropoulos i finalen.